# Улица Степана Разина (Воронеж)
Улица Степана Разина — улица в исторической части Воронежа (Центральный район), проходит от проспекта Революции к Чернавскому мосту.
Протяжённость улицы около километра.

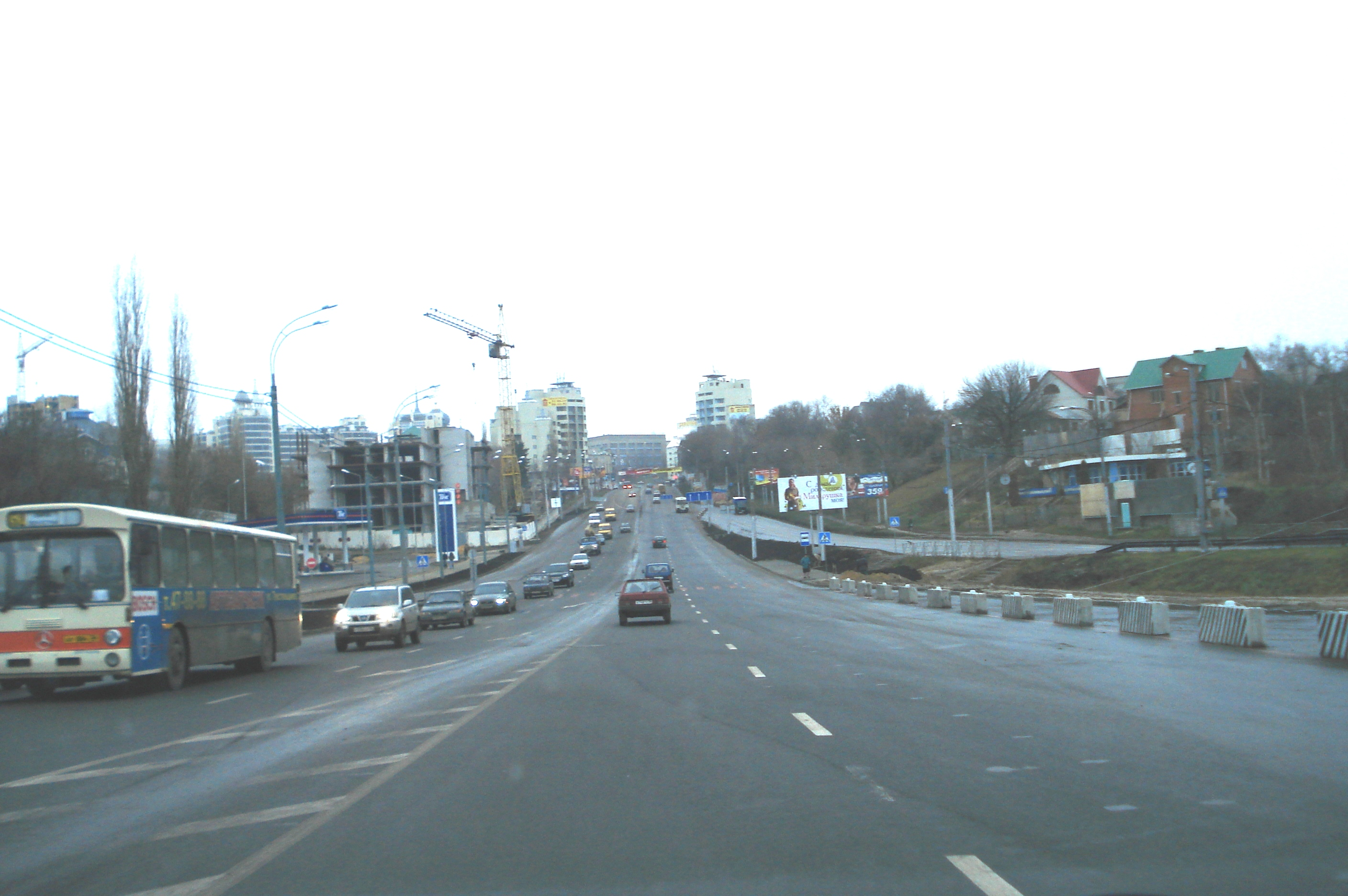
Чернавский мост

## История
Прокладка улицы, как нового необходимого подъезда из центра города к реке Воронеж и переправе через неё на левый берег, началась в 1770-х и продолжилась в 1780-х годах. Задачу осложняла большая крутизна рельефа, потребовавшая выполнения большого объёма земляных работ. По наименованию Чернавской горы улица первоначально получила наименование Чернавского спуска. Нижняя часть улицы именовалась Попово-Рыночной по названию Попова базара, расположившегося под Чернавской горой (район современных улиц Большой Манежной, Цюрупы и Сакко и Ванцетти. В начале XX века рынок перевели в другое место).
В 1820-х годах улица была замощена, возведены подпорные стены. После обустройства Петровского сквера верхняя часть улицы до Попова рынка стала называться Петровским съездом.
В 1874 году на улице было открыто женское Александровское училище, дававшее начальное образование. В советское время в здании училища размещалась средняя школа № 4 имени М. С. Ольминского.
Современное название, с 1918 года, в честь донского казака, предводителя восстания 1667—1671 годов, Степана Разина (1630—1671).
Застройка улицы серьёзно пострадала в годы Великой Отечественной войны. При проведении в начале 1960-х годов реконструкции улицы была частично расширена проезжая часть, а значительная часть старых зданий снесена, на их месте выстроены типовые жилые дома — «хрущевки».
В 1985 году в здании «Арсенал» открыта экспозиция о Воронежской области в годы Великой Отечественной войны. В 2002 году на архитектурном конкурсе победил проект С. М. Сорокина возведения жилого комплекса в виде двух башен по обеим сторонам улицы.
На улице проводятся озеленительные мероприятия

## Галерея

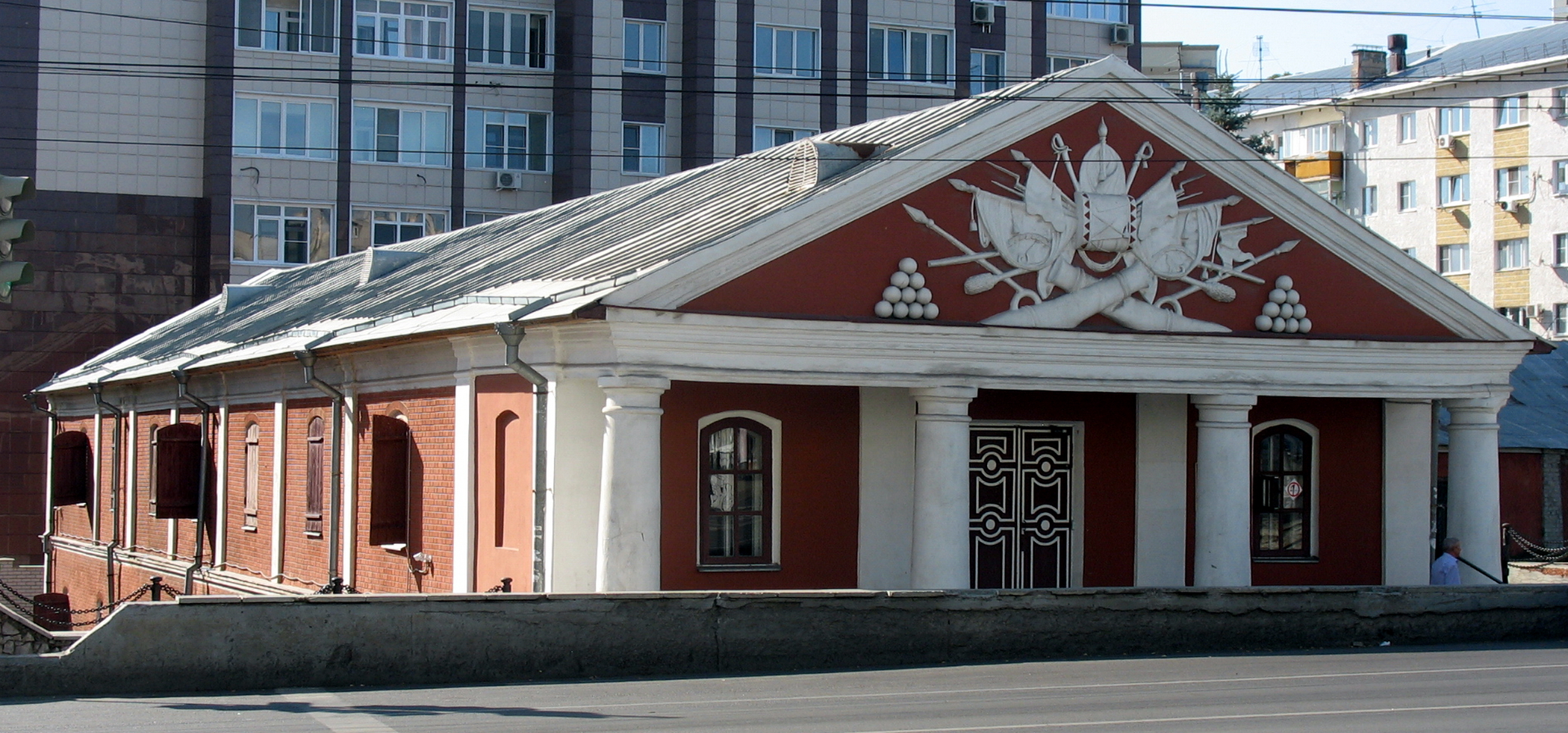
«Арсенал»
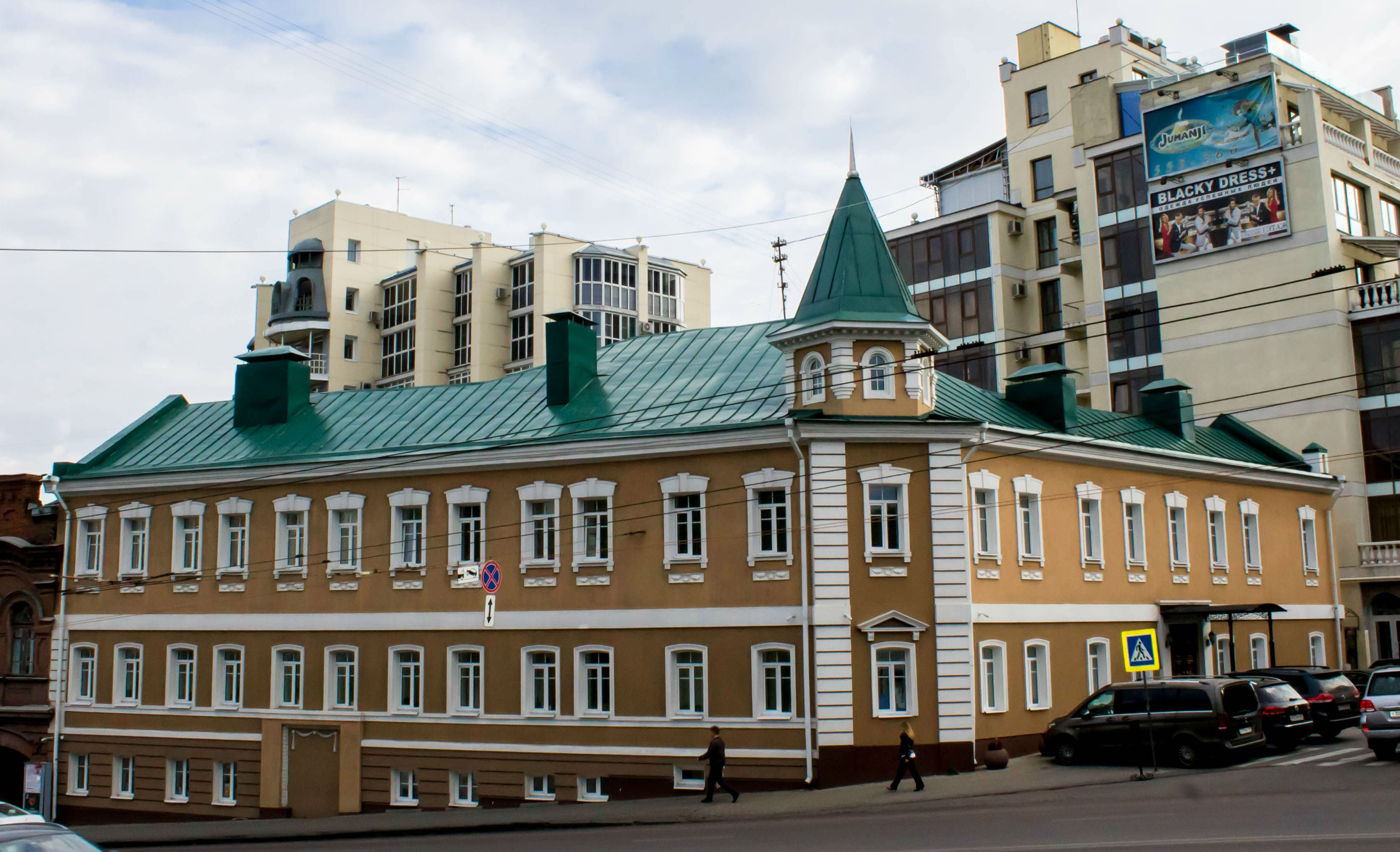
Дом Вяхирева

## Достопримечательности
д. 53а — служба
д. 51-53 — бывшая усадьба И. Н. Вяхирева
д. 53 — Жилой дом
д. 51 — Жилой дом
д. 51А — бывший дом Л. Я. Бабушкина
д. 43 — Здание «Арсенала»
Герб Воронежа (цветочная композиция у здания по проспекту Революции, 19)